# الكنيسة الكاثوليكية الكلدانية في الموصل
الكنيسة الكاثوليكية الكلدانية في الموصل ( (باللاتينية: Archieparchia Mausiliensis Chaldaeorum)‏ ) هي أبرشية الكنيسة الكلدانية الكاثوليكية، وتقع في مدينة الموصل شمال العراق. أتباعها هم من الكلدان العرقيين والمتحدثين باللغة الآرامية . تضم الأبرشية مدينة الموصل . تنقسم المنطقة إلى 12 أبرشية. تم رفع أبرشية الموصل إلى أبرشية الموصل في 14 فبراير 1967 من قبل البابا بولس السادس . العادي كان مار بولس فرج رحو حتى وفاته أوائل عام 2008. وخلفه في تشرين الثاني (نوفمبر) 2009 رئيس الأساقفة المنتخب إميل شمعون نونا، الذي كان حتى انتخابه والتصديق عليه أستاذاً للأنثروبولوجيا في كلية بابل وراعيًا ونائبًا عامًا في أبرشية ألقوش. اعتبارًا من 2012 كان القاصد البابوي هو رئيس الأساقفة فرانسيس أسيزي شوليكات، الذي تمثل سفارته الرسولية دولة العراق بأكملها.
كانت الموصل هي كرسي بطريرك الكنيسة الكلدانية الكاثوليكية من مار يوحنان هرمزد إلى مار يوسف السادس عمانويل الثاني توما .

## رئيس الأساقفة
يقود الكنيسة الأسقفية رئيس أساقفة، في نفس الوقت راعي كاتدرائية القديس بولس . تعرضت الكاتدرائية إلى تفجير في 7 ديسمبر 2004 ، مما أدى إلى تدمير المبنى بشدة. كان مقر إقامة الأسقف عبارة عن مبنى حديث مكون من طابقين يضم رئيس الأساقفة ، وكان عمره 10 أعوام على بعد كيلومترات من الكاتدرائية. تم بناء الأسقفية وافتتاحها عام 1995 على يد المرحوم مار جورج غارمو . تم تدميره في 12 أغسطس 1995 من قبل خمسة مهاجمين قاموا بنهب المبنى بعد إجبار الجميع على المغادرة وتحميل المبنى بالديناميت.</br> في وقت متأخر من يوم 29 فبراير 2008، وفقًا لتقرير قدمته خدمة الأخبار الكاثوليكية ، تم اختطاف رئيس الأساقفة رحو من سيارته. قُتل حراسه الشخصيون وسائقه. في 13 مارس 2008، أفادت التقارير أنه تم العثور على جثة رئيس الأساقفة مدفونة بالقرب من الموصل.

## العاديون
1. يوحنان هرمزد (1778-1818)
2. نيكولاس الأول زايا
3. جوزيف أودو (1825-1833)
4. ايليا ابوليونان
5. اوديشو الخامس خياط
6. يوسف السادس إيمانويل الثاني توماس (1900-1947)
7. يوسف السابع غنيمة (1947-1958)
8. بول الثاني شيخو (1958-1960)
9. إيمانويل دادي † (27 يونيو 1960-11 يناير 1980 توفي )
10. Georges F. Garmo † (23 أبريل 1980-9 سبتمبر 1999 متوفى )
11. بولس فرج رحو † (12 يناير 2001-2008 قُتل - تم العثور على الجثة في 13 مارس 2008)
12. إميل شمعون نونا (13 تشرين الثاني (نوفمبر) 2009 - ؟) (نقل إلى أستراليا ونيوزيلندا بعد المنفى)
13. نجيب ميخائيل موسى (22 ديسمبر 2018 -) [4]

## قائمة الكنائس
فيما يلي قائمة بالكنائس التابعة لأبرشية الموصل ومواقعها:
- الشهيد القديسة مسكنتا - المياسة
- سانت عيسى - رأس الخور
- القديس بولس - حي المجموع
- أم العون الدائم - دواسة
- القديس يوسف - المايدة
- كنيسة العذراء مريم - الدرجازلية
- القديس افرام - الموصل الجديدة
- القلب المقدس - تل كيبي
- مار ادي - كرمليس

## إحصائيات
تم الإبلاغ عن الإحصاءات التالية في عام 2004.
- مجموع الكاثوليك: 20600
- كهنة الأبرشية: 10
- الكهنة الدينيون: 4
- مجموع الكهنة: 14
- عدد الكاثوليك لكل كاهن: 1.471
- الشمامسة الدائمون: 1
- المتدينين الذكور: 4
- الأبرشيات: 10

## أنظر أيضاً
- الكنيسة الكلدانية الكاثوليكية

## روابط خارجية
- Kaldu.org نسخة محفوظة 2021-05-14 على موقع واي باك مشين. ... - موقع أبرشية القديس بطرس الرسول
- GCatholic.org
- دخول الكاثوليكية Hierarchy.org

قالب:Chaldean Catholic Hierarchy